# 余纯顺
余純順（1951年12月1日—1996年6月13日），上海人，中國探險家，1996年6月在新疆羅布泊遇難。

## 生平
余纯顺1951年出生于上海，父母原本都是工厂工人。6岁那年，余纯顺母亲突患精神分裂症；10岁那年，比他大1岁的姐姐也患上了精神分裂症。十五六岁时，余纯顺因偷窃被抓捕。文化大革命时，他被分配到安徽一个农场10年，期间认识了一些被打为右派的人，介绍他读文学方面的书，他最喜欢的是美國作家杰克·伦敦（Jack London）的作品。1979年，回到上海后，他先是在路边修雨伞，后顶替父亲的位置进入工厂工作。经过发愤努力，他获得了上海教育学院的本科文凭。在其妻产下死婴后，本来不太好的婚姻关系崩溃。
1988年7月他开始了孤身徒步旅行，曾到过大兴安岭、西藏等地。他走遍了23個省，行程4萬多公里；访问过33个少数民族；发表游记多達40余万字；沿途拍摄照片8千余幅；为沿途人们作了150余场题为「壮心献给父母之邦」的演讲，尤其是完成了人类首次孤身徒步川藏、青藏、新藏、滇藏、中尼公路全程。征服「世界第三极」的壮举。

### 罗布泊的旅程
余純順於1996年6月6日下午沿新疆的孔雀河北岸，以“打破6月中旬不能走罗布泊的说法”为目标，徒步向罗布泊出發，按原订计划，应该在6月12日到达172公里外的兵团农二师32团场。考虑到天气及气候状况，有人极力劝阻他更改日程。
他并未按计划完成行程，1996年6月18日早上約10时20分，救援直升机在离湖心岛仅50多米外的地方发现了余純順的屍体，確認已死亡五天。同日19时35分，救援隊安葬了余純順。
在湖心岛丁字路转向时，本该转向正西，此處埋有飲水、乾糧，但他却走向了东南，最後倒在丁字路口东南1.3公里处。死前他用藏刀挖出兩個約一公尺深的大坑，似乎是在找尋水源，身旁放了半袋牛肉乾。遺體葬於羅布泊湖心。
一般推測余純順死亡的三個重要原因是迷路、缺水、高熱，6月份的羅布泊的地表溫度會高達攝氏70度以上，加上余純順在死前曾大量飲用紅酒，造成人體所含水份蒸發。搜救人员认为，余纯顺判断方向有误，错过了路口。
在《关于对余纯顺尸体检验报告》中，结论为：「……余纯顺的死因，系在高温环境下缺水而引起急性脱水，全身衰竭而死亡。」解剖后：「胃内未见食物残留及胃液，胃粘膜有小片状褐色出血。」这说明，余纯顺自6月11日早饭后只补充了少量的水，而没有补充任何食物。
一年后，为摄制纪录片到达余纯顺墓地的摄制队，发现他的墓被盗墓。

## 死后的法律争议
余纯顺死后，围绕他的遗物包括从1988年至1996年的8年间的探险日记日记照片1万张，盖有1578枚邮戳的纪念本，新闻媒体采访录像带8盘、录音磁带20盘及报道报纸等，因父亲余金山和弟弟余纯民争议而引起法律纠纷。1996年12月16日，遗物的法定继承人的余金山在法庭要求保管遗物的次子余纯民返还遗物。经过两次审判后余纯民败诉，但拒绝执行。最终在警察强制到其家中搜查后，才找出这些遗物。
1997年，上海记者汪建强写了《余纯顺死后也不太平》、《孤独英雄，在爱情旷野上逆风而行》两篇文章，分别发表在上海一份周刊和湖北《知音》杂志上。余金山以被侵害名誉权为由，把汪建强、上海刊登文章的周刊、《知音》杂志社、余纯民和他前妻董英、女婿吴义林告上法庭。

## 感情生活
余纯顺曾离异，但有多名情人。目前可知的有笔名为莲子的诗人，与笔名为麦子的女子。

## 相關作品
【余純順孤身徒步走西藏】